# Mirko Bortolotti
Mirko Bortolotti (Trente, 10 januari 1990) is een Italiaans autocoureur.

## Carrière
Bortolotti reed in het begin van zijn carrière in een aantal kleinere Italiaanse raceklasses. In 2007 stapte hij over naar het Italiaanse Formule 3 kampioenschap. Hij won een race en eindigde op de vierde plaats in de eindstand. In 2008 reed hij het kampioenschap een tweede jaar. Hij won negen van de zestien manches en won de titel. Op het einde van het jaar kreeg hij de gelegenheid om testritten te rijden in een Ferrari F2008 op het Fiorano Circuit in Maranello. In 2009 ging hij aan de slag in de Formule 2. Hij won een race op het Tsjechische circuit Automotodrom Brno en hij eindigde op de vierde plaats in het kampioenschap. In 2011 won hij het Formule 2 kampioenschap.

## Resultaten Formule 2
| Jaar | 1     | 2     | 3     | 4       | 5     | 6     | 7       | 8     | 9      | 10    | 11    | 12      | 13    | 14      | 15    | 16      | Rang | Punten |
| ---- | ----- | ----- | ----- | ------- | ----- | ----- | ------- | ----- | ------ | ----- | ----- | ------- | ----- | ------- | ----- | ------- | ---- | ------ |
| 2009 | VAL 6 | VAL 2 | BRN 1 | BRN Ret | SPA 9 | SPA 9 | BRH Ret | BRH 5 | DON 10 | DON 3 | OSC 2 | OSC Ret | IMO 2 | IMO Ret | CAT 6 | CAT Ret | 4e   | 50     |
| 2011 | SIL 1 | SIL 2 | MAG 6 | MAG 3   | SPA 2 | SPA 1 | NUR 1   | NUR 1 | BRH 5  | BRH 2 | RBR 2 | RBR 2   | IMO 2 | IMO 1   | CAT   | CAT     | 1e   | 266    |